# Endromis
Endromis é um gênero de mariposa pertencente à família Endromidae.

## Espécies
- Endromis achrocerides
- Endromis asiae-orientis
- Endromis diabolica
- Endromis eichleri
- Endromis fenestrella
- Endromis fusca
- Endromis lapponica
- Endromis rufescens
- Endromis sachalinensis
- Endromis subpyrinaea
- Endromis theorini
- Endromis versicolora